# SN 2001ed
SN 2001ed – supernowa typu Ia odkryta 2 września 2001 roku w galaktyce NGC 706. W momencie odkrycia miała maksymalną jasność 14,90m.